# Badia de l'Alguer
La badia de l'Alguer (o lo golf de l'Alguer) és una entrada natural del nord del mar de Sardenya, situada davant de l'Alguer. Limita al sud amb el cap Marrargiu i al nord amb el Cap de la Caça, el promontori més gran de la Sardenya nord-occidental.
La badia, gràcies a la seva ubicació geogràfica, ofereix refugi als vaixells en el cas de condicions meteorològiques adverses. La seva costa s'estén per uns 70 km.
A la badia es troben diversos pobles, a part de l'Alguer: Fertília, Maristel·la i Tramariu, tots entitats de població de l'Alguer. També hi ha alguns llocs d'importància ecològica, com ara el Parc natural regional de Port del Comte, i com a part d'aquest, també l'Àrea natural marina protegida Cap de la Caça-Illa Plana.

## Imatges

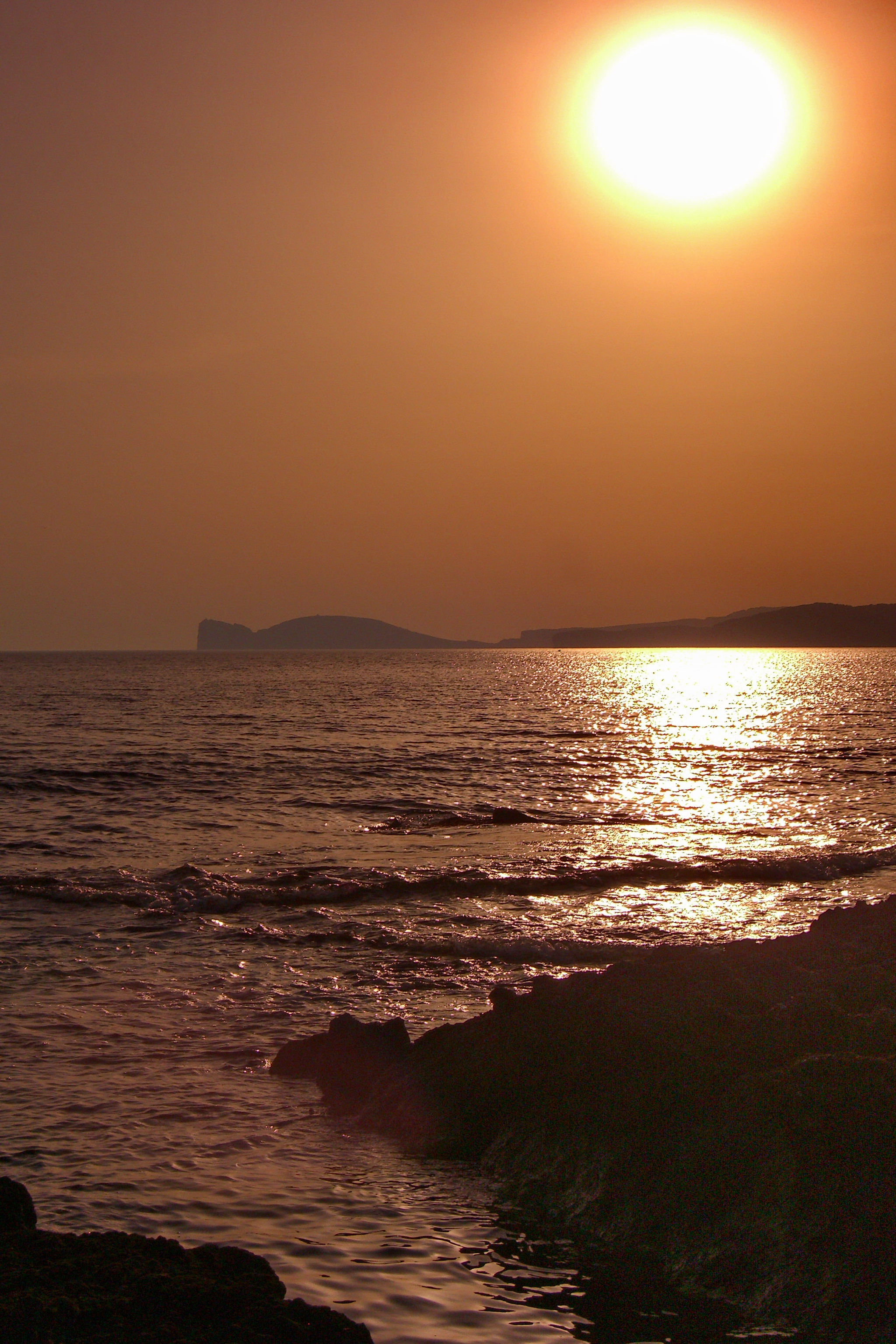
Posta de sol a la badia de l'Alguer
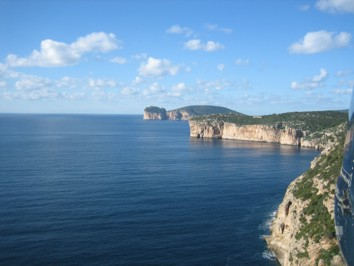
Punta del Lliri i Cap de la Caça, vista aèria des del sud-est
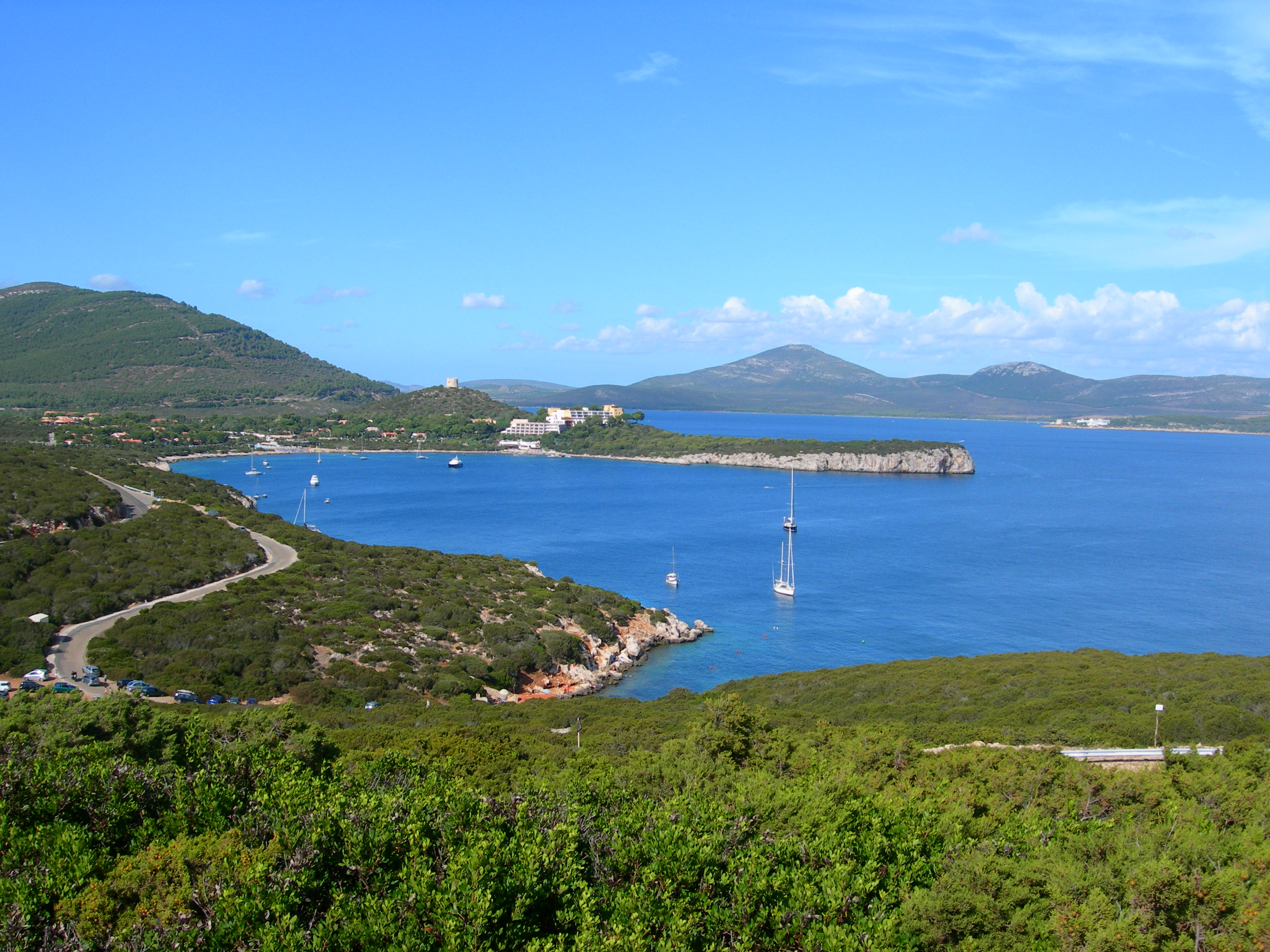
Vista del petit golf de Pischina Salida, proper al Cap de la Caça